# Ingrid Mittenzwei
Ingrid Mittenzwei (Bochum, Renania del Norte, República de Weimar (actual Alemania), 14 de mayo de 1929, ibídem 4 de agosto de 2012) fue una historiadora, escritora y docente alemana.

## Biografía
Nació en Bochum, República de Weimar, el 14 de mayo de 1929. Desde 1945 hasta 1947 trabajó como taquígrafa. En 1945 se afilió al Partido Comunista y a la Juventud Libre Alemana. Asistió a una universidad en Saale desde 1947 hasta 1950, cuando se trasladó a la Universidad Martin Lutero, en Wittenberg. En 1951 se trasladó nuevamente de universidad, esta vez fuera de la RDA, a la Universidad de Leningrado en la Unión Soviética, donde se graduó en 1956 con el título de historiadora. Más tarde sería profesora asistente en el Instituto de Ciencias Sociales del Comité Central del SED (IFG) en Berlín. En 1963 encabezó una investigación en el Instituto de Historia de la Academia de Ciencias de la RDA. En la Alemania socialista, presidió desde 1971 hasta 1989 el Grupo de Investigación de Historia Alemana. En 1976, junto aquel grupo, escribió el libro Prusia después de la Guerra de los Siete Años. El conflicto entre la burguesía y el Estado, que trataba sobre la ciudadanía y el gobierno en Prusia después de la Guerra de los Siete Años.  
Desde 1977 a 1990 fue miembro del consejo de redacción del anuario de historia del feudalismo. En 1982 se casó con Werner Mittenzwei. En 1989 fue profesora de la Academia Zweis. Falleció en su ciudad natal el 4 de agosto de 2012.

## Libros
- Joachimsthalerstrasse, el levantamiento. Sus causas y sus consecuencias. Akademie-Verlag, Berlín, 1968. (Escritos del Instituto de Historia. Volumen 6)
- Prusia después de la Guerra de los Siete Años. El conflicto entre la burguesía y el Estado. Akademie Verlag, Berlín 1979 (Escritos del Instituto de Historia. Volumen 62)
- Federico II de Prusia. La Biografía. Publicaciones Académicas Alemanas, Berlín 1980.
- Brandenburgo-Prusia, 1648-1789. La era del absolutismo en el texto y la imagen. Editorial la Nación, Londres, 1987.
- Entre ayer y mañana. Burguesía temprana de Viena en el cambio de la 18 ª el día 19 Century.  Editorial Böhlau, Viena, 1998. (Educación media de la monarquía de los Habsburgo. Volumen 7)
- Federico II de Prusia. Escritos y cartas. Editorial Reclam, Leipzig, 1985.